# Liu Ying (ciclista)
Liu Ying (em chinês:  刘 颖; Jiangsu, 23 de novembro de 1985) é uma ciclista olímpica chinesa. Ying representou o seu país durante os Jogos Olímpicos de Verão de 2008, em Pequim.